# شیمی تخت
«شیمی تخت» (انگلیسی: Bed Chem) ترانه‌ای از خواننده آمریکایی سابرینا کارپنتر از ششمین آلبوم استودیویی او به نام مختصر و مفید (۲۰۲۴) است. متن ترانه توسط کارپنتر، جولیا مایکلز، ایمی آلن و تهیه‌کنندگان آن، جان رایان و ایان کرکپاتریک نوشته شده است. آیلند رکوردز این ترانه را در ۸ اکتبر ۲۰۲۴ به عنوان چهارمین تک‌آهنگ این آلبوم منتشر کرد. از نظر موسیقایی، این ترانه ترکیبی از سینث پاپ، دیسکو و آراندبی است که با صدای سینث‌سایزر همراهی می‌شود. متن ترانه دربارهٔ جذب شدن سابرینا به یک مرد است که باعث می‌شود تصور کند تجربیات جنسی رضایت‌بخشی با او داشته باشد.